# Tim Beaumont
Timothy Wentworth Beaumont, Barão Beaumont de Whitley (22 de novembro de 1928 – 8 de abril de 2008) foi um político britânico e padre anglicano. Par vitalício desde 1967, em 1999 tornou-se o primeiro membro de qualquer uma das Casas do Parlamento do Reino Unido a representar o Partido Verde. Também foi conhecido pelas muitas doações aos partidos que pertenceu e pela fundação e subsídio de revistas.

## Vida privada
Beaumont teve vários antepassados na Câmara dos Comuns. Seu pai, o Major Michael Beaumont, foi um deputado conservador por Aylesbury, e seu avô paterno, Hubert Beaumont, foi deputado liberal por Eastbourne de 1906 a 1910, além de filho do 1º Barão Allendale. A mãe de Beaumont, Faith Pease, morreu quando ele tinha seis anos; seu avô materno era o político liberal Jack Pease, 1º Barão Gainford.
Beaumont estudou por um ano no Eton College e depois na Gordonstoun School, em Elgin, Moray. Estudou agricultura na Christ Church, Oxford, onde se juntou ao Bullingdon Club e fundou o Wagers Club. Formou-se com dificuldade.
Ele se casou em 1955 com Mary Rose Wauchope, filha de um oficial condecorado, historiadora de arte, com quem teve dois filhos e duas filhas: Hubert, Alaric, Atalanta e Ariadne; a morte de Alaric em um acidente de trânsito em 1980 foi um golpe que nunca se recuperou.
O Barão Beaumont de Whitley morreu no Hospital St. Thomas, em Londres, onde estava internado há algumas semanas.

## Carreira na Igreja
Após se formar em Oxford, ele estudou para ordens sagradas na Westcott House, Cambridge. Foi ordenado diácono em 1955 e padre em 1956. Ele se tornou um padre anglicano em Kowloon, Hong Kong, servindo como capelão assistente na Catedral de São João em Hong Kong de 1955 a 1957 e depois foi vigário da Igreja de Cristo, Kowloon Tong, até 1959.
Tendo recebido uma herança familiar substancial naquele ano, ele retornou à Inglaterra para viver em Mayfair e depois em Hampstead. Enquanto isso, ele foi um cura honorário na Igreja de Santo Estêvão em Rochester Row, Westminster, de 1960 a 1963. Reverendo Beaumont se envolveu na reforma da igreja, representando a Diocese de Londres na Assembleia da Igreja de 1960 a 1965, e apoiando o movimento Paróquia e Povo.
Considerando suas opiniões e estilo de vida incompatíveis com sua posição como padre, ele renunciou ao ministério ativo em 1973. Retornou ao ministério ativo apenas em 1984, especialmente diante da diminuição de suas rendas; dois anos depois, foi nomeado padre responsável por St Philip e All Saints com St Luke, Kew na Diocese de Southwark, e então se aposentou em Clapham em 1991.
A Escola Mary Rose, em Kowloon Tong, uma escola especial para alunos com necessidades de aprendizagem severas e complexas, foi construída com suas doações e recebeu o nome de sua esposa.

## Carreira política
Diante de suas doações substanciais ao Partido Liberal, ele se tornou seu tesoureiro adjunto em 1962-1963 e depois honorário de 1965 a 1966. Tornou-se presidente do departamento de publicações do partido em 1963. Ele foi feito um dos primeiros pares vitalícios liberais, em 1967, por Jeremy Thorpe, que havia sido seu contemporâneo em Oxford, e ele se tornou porta-voz para educação e artes até 1986. Seu título era Barão Beaumont de Whitley, de Child's Hill na Grande Londres, e foi apresentado na Câmara dos Lordes em 13 de dezembro de 1967.
Lord Beaumont discursava com frequência na Câmara. Tentou proibir a venda de bebidas em garrafas e latas não retornáveis; proibir castigos corporais em escolas para crianças com deficiência; e remover o status de instituição de caridade das escolas independentes. Fracassou em todas as tentativas, mas suas intenções o tornaram uma figura popular na Câmara dos Lordes. Ele fazia parte da diretoria da Sociedade de Reforma da Lei Sexual; atraiu a atenção em 1976 com um ataque ao Papa por ter "enlouquecido" por castigar a masturbação como pecado, apesar da ausência, segundo ele, de qualquer justificativa bíblica.
Foi chair do Partido Liberal em 1967-1968 e depois presidente entre 1969-1970. Em 1974, ano das duas eleições gerais, foi presidente do comitê eleitoral dos Liberais. Lord Beaumont se tornou um dos principais defensores da derrubada do governo trabalhista liderado por James Callaghan em 1977, abandonando o pacto liberal-trabalhista estabelecido por David Steel. Apesar disso, apoiou a oferta trabalhista de devolução de poderes à Escócia e ao País de Gales. No Conselho da Europa, foi substituto do partido de janeiro de 1975 a abril de 1977 e representante de abril de 1977 a outubro de 1978; também foi vice-presidente do grupo liberal.
Em 1978-80, ele abandonou a bancada liberal para se tornar coordenador da Aliança Verde, da qual foi um dos fundadores. No início da década de 1980, apresentou uma emenda à RSPCA para proibir "a inflição deliberada de dor ou sofrimento severos" em animais e apoiou Lord Houghton na pressão por controles sobre o uso de animais em procedimentos científicos. Contudo, ainda em 1980, foi nomeado vice-presidente do Executivo do Partido Liberal e diretor de promoção de políticas.
Na acirrada discussão sobre a ordenação de divorciados em 1989, foi um dos 11 liberais nos comitês eclesiásticos que venceram os 10 tradicionalistas. Retornou em 1992 à bancada do Partido Liberal Democrata, nascido da fusão de seu antigo partido, e envolveu-se com questões ambientais e de pobreza. No debate sobre ajuda externa, defendeu que a ajuda fosse dada diretamente aos pobres do mundo em desenvolvimento. Também tentou tornar os Liberais-Democratas mais verdes. A razão oficial para sua saída do partido foi a oposição ao apoio liberal-democrata ao livre comércio. Mas também culpou a falta de ação do líder dos Liberais Democratas, Charles Kennedy, em relação ao meio ambiente.
Após 31 anos na Câmara dos Lordes, em 18 de novembro de 1999, ele proferiu seu primeiro discurso como membro do Partido Verde, tornando-se porta-voz do partido para a agricultura. Assim, se tornou o único membro do Partido Verde em qualquer uma das Casas do Parlamento. Como defensor das ideias verdes, argumentava contra a globalização, defendendo um freio ao crescimento da aviação e exigindo um acordo melhor para os Verdes nas transmissões eleitorais. Para os militantes do Partido Verde, ele forneceu informações valiosas sobre tópicos como subsídios para energias renováveis e o péssimo planejamento energético do governo por meio de perguntas escritas. Essas perguntas auxiliavam frequentemente as campanhas do partido. Em abril de 2002, iniciou o primeiro debate parlamentar do Partido Verde propondo a re-nacionalização da Railtrack, forçando os ministros a defender a estrutura ferroviária fracassada. Durante a crise da febre aftosa em 2001, Lord Beaumont destacou seu impacto sobre os fazendeiros e também a crueldade desnecessária criada tanto pelo abate de animais quanto pelas longas distâncias que eles percorriam para o abate.
Beaumont era um eurocético e, durante muitos anos, foi vice-presidente da Campanha para uma Grã-Bretanha Independente, que fez campanha contra a adesão britânica à União Europeia. 

## Revistas e outras organizações
Tim Beaumont utilizou grande parte de sua riqueza em vários investimentos na imprensa, em revistas de baixa circulação. Foi dono do semanário político Time and Tide, comprado de Lady Rhondda, um rival vacilante do New Statesman e do The Spectator, o qual ele vendeu para uma editora de direita, e do New Outlook, um mensal independente liberal. Financiou a revista Prism, órgão mensal do movimento de reforma da Igreja, e da qual foi editor de 1960 a 1963; mais tarde, a revista se converteu na New Christian, com comentários religiosos e políticos, mas após cinco anos, esta revista foi incorporada ao American Christian Century. Comprou de Cecil Harmsworth King, a Studio Vista, conceituada revista de belas-artes e livros sobre arte, que refletia a perspectiva artística de sua esposa. Ainda lançou a Wonderland para crianças e comprou a revista Small Car.
Apoiou financeiramente a Ikon Theatre Company, que produzia peças no Lyric Theatre, em Hammersmith, e a capela do Churchill College, além de várias outras instituições. Beaumont foi patrono do grupo de campanha pela igualdade transgênero Press for Change. Foi presidente do Albany Trust (1969-1971), envolvido na reforma da lei homossexual, presidente do Instituto de Pesquisa sobre Deficiência Mental e Múltipla (1971-1973), presidente da Federação Britânica de Sociedades Cinematográficas (1973-1979) e tesoureiro da Church Action on Poverty. Foi presidente da Exit, depois Voluntary Euthanasia Society, em 1980. Chegou a ser preso após a morte de um de seus membros, embora nunca tenha sido acusado.
Ele editou The Selective Ego, um volume resumido dos diários de James Agate, publicado em 1976, editou e contribuiu para um Liberal Cookbook, publicado em 1972, além de escrever uma coluna sobre culinária para o The Illustrated London News. Escreveu o livro The End of the Yellowbrick Road, publicado em 1997.